# Награди „Оскар“ (41-ва церемония)
Четиридесет и първата церемония по връчване на филмовите награди „Оскар“ се провежда на 14 април 1969 година. На нея се връчват призове за най-добри постижения във филмовото изкуство за предходната 1968 година. За първи път събитието се провежда в „Дороти Чандлър Павилион“, Лос Анджелис, Калифорния. През тази година, представлението няма специално назначен водещ.
Това е първото представление излъчвано в ефир по целия свят.
Големият победител на вечерта е музикалната драма „Оливър!“ на режисьора Карол Рийд, по класическия роман на Чарлс Дикенс „Оливър Туист“, с цели 11 номинации в различните категории, печелейки 5 награди, в това число за най-добър филм. Сред останалите основни заглавия са историческата драма „Лъвът през зимата“ на Антъни Харви, романтичният мюзикъл „Забавно момиче“ на Уилям Уайлър, адаптацията по класиката на Шекспир „Ромео и Жулиета“ на режисьора Франко Дзефирели и епичната научна фантастика „2001: Космическа одисея“ на Стенли Кубрик.
На тази церемония, Кубрик получава наградата в категорията за най-добри визуални ефекти, което остава и единствения му „Оскар“ в кариерата, въпреки няколкото му номинации за най-добър режисьор и най-добър сценарий.
Любопитен факт е единственото в историята на церемониите, връчване на две награди в една и съща категория поради равенство в гласовете. Това се случва за най-добра главна женска роля, като статуетки получават Катрин Хепбърн и Барбара Стрейзанд. Така Хепбърн става втората актриса в историята с награди „Оскар“ в две поредни години, след Луис Рейнър, която печели призовете на церемониите през 1937 и 1938 година.

## Филми с множество номинации и награди
| Долуизброените филми получават повече от 2 номинации в различните категории за настоящата церемония: - 11 номинации: Оливър! - 8 номинации: Забавно момиче - 7 номинации: Лъвът през зимата, Звезда! - 4 номинации: 2001: Космическа одисея, Ракел, Ракел, Ромео и Жулиета - 3 номинации: Лица | Долуизброените филми получават повече от 1 награда „Оскар“ на настоящата церемония:. - 5 статуетки: Оливър! - 3 статуетки: Лъвът през зимата - 2 статуетки: Ромео и Жулиета |

## Номинации и награди
Долната таблица показва номинациите за наградите в основните категории. Победителите са изписани на първо място с удебелен шрифт.
| Най-добър филм | Най-добър режисьор |
| --- | --- |
| - Оливър! - Забавно момиче - Лъвът през зимата - Рейчъл, Рейчъл - Ромео и Жулиета | - Карол Рийд – Оливър! - Антъни Харви – Лъвът през зимата - Стенли Кубрик – 2001: Космическа одисея - Джило Понтекорво – Битката за Алжир - Франко Дзефирели – Ромео и Жулиета |
| Най-добра мъжка роля | Най-добра женска роля |
| - Клиф Робъртсън - Чарли - Алън Аркин - Сърцето е самотен ловец - Алън Бейтс - Фиксаторът - Рон Муди - Оливър! - Питър О'Тул - Лъвът през зимата                                                                | - Катрин Хепбърн - Лъвът през зимата - Барбра Страйсънд - Забавно момиче - Патриша Нийл - Темата беше розите - Ванеса Редгрейв - Айседора - Джоан Удуърд - Рейчъл, Рейчъл      |
| Най-добра поддържаща мъжка роля | Най-добра поддържаща женска роля |
| - Джак Албъртсън - Темата беше розите - Сеймур Касел - Лица - Дениъл Мейси - Звезда! - Джак Уайлд - Оливър! - Джийн Уайлдър - Продуцентите                                                                      | - Рут Гордън - Бебето на Розмари - Лин Карлин - Лица - Сондра Лок - Сърцето е самотен ловец - Кей Медфорд - Забавно момиче - Естел Парсънс - Рейчъл, Рейчъл                    |
| Най-добър оригинален сценарий | Най-добър адаптиран сценарий |
| - Мел Брукс - Продуцентите - Джон Касаветис - Лица - Стенли Кубрик и Артър Кларк - 2001: Космическа одисея - Франко Солинас и Джило Понтекорво – Битката за Алжир - Айра Уолах и Питър Устинов - Горещи милиони | - Джеймс Голдман - Лъвът през зимата - Върнън Харис – Оливър! - Роман Полански - Бебето на Розмари - Нийл Саймън – Стари приятели - Стюърт Стърн – Рейчъл, Рейчъл              |
| Най-добра кинематография (операторско майсторство) | Най-добър чуждоезичен филм |
| - Паскуалино Де Сантис – Ромео и Жулиета - Дениъл Фап – Ледена станция Зебра - Ърнест Ласло – Звезда! - Осуалд Морис – Оливър! - Хари Страдлинг – Забавно момиче                                                | - Война и мир - СССР - Момчетата от улица Пол - Унгария - Пожар, момичето ми - Чехословакия - Момичето с пистолета - Италия - Откраднати целувки - Франция                     |